# チャールズ・ステュアート (第5代トラクエア伯爵)
第5代トラクエア伯爵チャールズ・ステュアート（英語: Charles Stewart, 5th Earl of Traquair、1697年3月31日 – 1764年4月24日）は、スコットランド貴族。

## 生涯
第4代トラクエア伯爵チャールズ・ステュアートとメアリー・マクスウェル（Mary Maxwell、1671年頃 – 1759年9月22日、第4代ニスデール伯爵ロバート・マクスウェルの娘）の息子として、1697年3月31日に生まれた。
1719年頃、弟ジョンとともにスコッティシュ・ジャコバイト協会（Association of Scottish Jacobites）を設立した。
1741年6月13日に父が死去すると、トラクエア伯爵の爵位を継承した。
1745年ジャコバイト蜂起には参加しなかったが、ハンティンドンシャーで逮捕され、1746年から1748年までロンドン塔に投獄されたのち保釈された。
1764年4月24日にエディンバラで死去、5月1日にトラクエアで埋葬された。弟ジョンが爵位を継承した。

## 家族
1745年10月30日以降、テレサ・コンヤーズ（Theresa Conyers、1778年5月8日没、第4代準男爵サー・ボールドウィン・コンヤーズの娘）と結婚した。